# اکراس غول‌پیکر
اکراس غول‌پیکر یا اکراس غول‌آسا (نام علمی: Thaumatibis gigantea) نام یک گونه از زیرخانواده اکراسیان است.